# Работна сила
Работна сила e термин за общността на работещите и техния труд и способността за производство на продукти, стоки и услуги. Може да се отнася както до една организация или компания, или индустрия, така и в общност за регион или страна. Терминът като цяло изключва мениджмънта и работодателя, в неговия смисъл по-ограничено се включва физическия труд, а в по-широк смисъл всеки друг, извършван от работещите труд.

## Икономически активно население
В икономическата статистика работна сила или икономически активно население се нарича част от населението, което има или желае (и потенциално може) да има самостоятелен източник на средства за съществуване.
В тази категория се включват 2 основни групи:
- заети – предприемачи и наети
- безработни

Особеността на дадения показател е в това, че зависи от самоопределението на човека. Така някои групи граждани могат да бъдат отнесени към икономически активното население само частично. Например студентите от дневното обучение на висшите училища и пенсионерите се отнасят към тази категория не напълно, а в зависимост от това дали съответният гражданин има потребност от работа, готовност да пристъпи към работа и търси ли работа.
В зависимост от равнището на икономическо развитие на страната „плава“ долният възрастов праг, по който се отчитат данните. Така в Африка поради високото разпространение на детския труд в икономически активното население включват хора на възраст от 10 г. Условно обаче се счита, че в развитите страни няма заетост сред подрастващите на възраст от 10 г. до долния праг на пълнолетието (18 г. в България). Същото се отнася и за горния възрастов праг – той също „плава“ според местните условия и законодателство във всяка страна, регламентиращи възрастта за пенсиониране и легалните възможности за работа след нея. По методологията на Международната организация на труда в тази категория се включват хора на възраст от 10 до 72 г.